# Maska (komiks)
Maska (ang. The Mask znany także jako Big Head; prawdziwa tożsamość: Stanley Ipkiss) – fikcyjna postać (superbohater lub antybohater) występujący w seriach komiksowych wydawnictwa Dark Horse Comics. Autorami postaci są scenarzysta John Arcudi i rysownik Doug Mahnke, choć również wymienia się przewodniczącego wydawnictwa Dark Horse Comics Mike'a Richardsona, scenarzystę Randyego Stradleya i rysownika Chrisa Warnera. Maska zadebiutował w komiksie Dark Horse Presents (vol. 1) #10 (1987). Inspiracją dla postaci był znany złoczyńca z komiksów o Batmanie – Joker – oraz postać Creepera (obie postacie pojawiają się w publikacjach wydawnictwa DC Comics). Komiks opowiada o magicznej masce, której posiadacz nabywa nieograniczone nadprzyrodzone moce. 
Postać Maski pojawiała się w również w różnego rodzaju adaptacjach. W pełnometrażowym filmie Maska (The Mask) z 1994 w reżyserii Chucka Russella z Jimem Carreyem w roli głównej. Filmowa wersja tej postaci diametralnie różni się od komiksowego oryginału (rezygnacja ze znanej z komiksu brutalności). W 2005 powstał niepowiązany z pierwszym filmem sequel pod tytułem Dziedzic maski (Son of the Mask). Rob Paulsen użyczył głosu postaci w serialu animowanym Maska (The Mask) z lat 1995-1996.

## Opis postaci
Zgodnie z komiksem główny bohater o nazwisku Stanley Ipkiss, będący życiowym nieudacznikiem, zakupuje w sklepie z ciekawostkami jadeitową maskę. Zakładając artefakt Stanley przemienia się w obłąkaną postać o dużej, zielonej głowie i szyderczym uśmiechu, która obdarzona jest nadludzkimi mocami: po założeniu maski jej nosiciel zdolny jest m.in. łamać prawa fizyki i tworzyć z niczego dowolne przedmioty (w szczególności broń). Zaczyna on brutalnie mścić się na swoich oprawcach i szybko zostaje okrzyknięty pseudonimem Big Head. Dokonywane przez Big Heada zbrodnie zmuszają porucznika Kellawaya z lokalnej policji do podjęcia próby schwytania szalonego mordercy. Jednocześnie w komiksach przedstawiane są przypadki, kiedy to magiczna maska zmienia właściciela. Jej moc była wykorzystywana do dokonywania zemsty, za którą nosząca maskę osoba płaci wysoką cenę. 

## Komiksy
Po swoim debiucie łamach Dark Horse Presents Maska gościł wpierw w czteroczęściowej mini-serii Mayhem (1989), aż w końcu otrzymał własne serie wydawnicze: The Mask (1991), The Mask Returns (1992), The Mask Strikes Back (1995) oraz The Mask: Toys in the Attic (1998). Ponadto na podstawie serialu animowanego z lat 90. XX wieku powstał komiksowy spin-off pod tytułem Adventures of the Mask (1995-1996). 
Powstały także crossovery z postaciami DC Comics m.in. Lobo/The Mask oraz Joker/Mask (2000).

## Adaptacje

### Filmy aktorskie
- Maska (The Mask) – reż. Chuck Russell (1994)
- Dziedzic maski (Son of the Mask) – reż. Lawrence Guterman (2005)

### Seriale animowane
- Maska (The Mask) (1995-1996)

### Gry komputerowe
- The Mask – na platformę SNES